# Alfredo Baquerizo
Alfredo Baquerizo Moreno (Guayaquil, 28 settembre 1859 – 20 marzo 1951) è stato un politico ecuadoriano.
È stato Presidente dell'Ecuador per tre volte, dall'agosto al settembre 1912, dal settembre 1916 all'agosto 1930 e dall'ottobre 1931 all'agosto 1932. Dal 1903 al 1906 inoltre, è stato Vicepresidente del Paese, prima sotto la presidenza di Leónidas Plaza e poi sotto quella di Lizardo García.
Era membro del Partido Liberal Radical Ecuatoriano.